# Alexander Iwanowitsch Litwinow

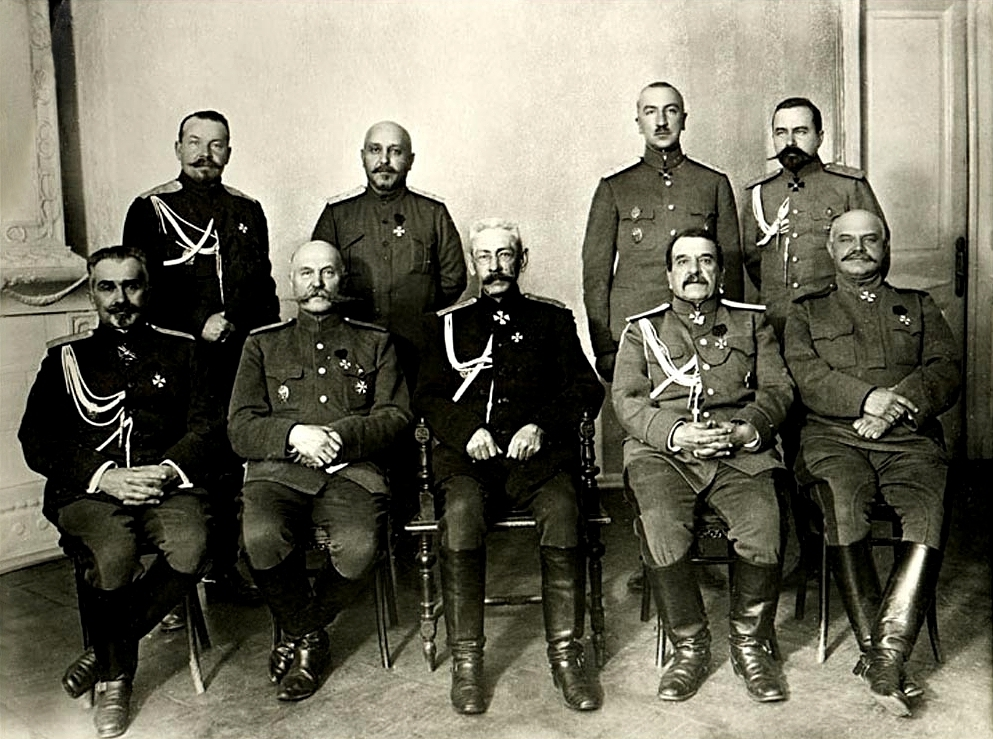
Alexander Litwinow (sitzend, 2. v.l.), um 1916/17

Alexander Iwanowitsch Litwinow (russisch Александр Иванович Литвинов; wissenschaftliche Transliteration Aleksandr Ivanovič Litvinov, * 22. Augustjul. / 3. September 1853greg.; † 1932) war ein kaiserlich russischer Offizier, zuletzt General der Kavallerie.

## Leben
Nach dem Besuch des 1. Moskauer Militärgymnasiums trat Litwinow 1870 in die Armee ein. Es folgten Ausbildungen an der Moskauer Alexander-Kriegsschule und der Sankt Petersburger Michail-Artillerieschule, die er 1873 abschloss. Anschließend kam Litwinow als Podporutschik zur 1. berittenen Artilleriebrigade, später zur 2. berittenen Artilleriebrigade. Als Porutschik (seit 1876) nahm er am Russisch-Osmanischen Krieg von 1877/78 teil. 1882 schloss er den Kurs an der Nikolaus-Generalstabsakadamie als Hauptmann ab. Er wurde danach in den Wilnaer Militärbezirk versetzt, wo er bis 1884 als höherer Adjutant im Stab der 4. Kavalleriedivision tätig war. Für die nächsten zwei Jahre führte er eine Eskadron des 10. Jekaterinoslawer Dragonerregiments, bevor er in den Stab des Wilnaer Militärbezirks kam, wo er Eisenbahntransportfragen bearbeitete. Seine Beförderung zum Oberst erfolgte 1889.
Von 1890 bis 1891 war Litwinow dann Chef des Stabes der 2. Kavalleriedivision, bevor er für fünf Jahre zum Kommandanten der Jelisawetgrader Kavallerieschule. Von 1896 bis 1899 befehligte er das 4. Pskower Leibgarderegiment und wurde anschließend zum Generalmajor ernannt und dem Ataman der Donkosaken für besondere Aufträge zugeteilt. Von 1900 bis 1904 war er Leiter des Nachrichtendienstes im Warschauer Militärbezirk, danach bis 1906 Chef des Stabes des Wilnaer Militärbezirks und wurde 1905 zum Generalleutnant befördert. Im Oktober 1906 übernahm er als Kommandeur die 1. Kavalleriedivision, die er bis Anfang 1911 führte. Als Kommandierender General des V. Armeekorps wurde er Ende 1911 zum General der Kavallerie befördert.
Mit seinem Korps gehörte er zu Beginn des Ersten Weltkriegs zum Bestand der 5. Armee unter Pawel Adamowitsch von Plehwe und nahm an der Schlacht von Komarów zu Beginn der Schlacht in Galizien teil. Im September 1914 überschritt er mit seinem Korps den San und nahm Jarosław ein. Bei einem Treffen des Oberkommandos in Siedlce Ende November 1914 wurde ihm der Befehl über die 1. Armee übertragen, deren bisheriger Oberbefehlshaber Paul von Rennenkampff nach der Schlacht um Łódź abgesetzt worden war.
Im Januar 1915 wurde Litwinows Armee in den Raum Mława verlegt, wo sie im Februar und März deutsche Angriffe in der Schlacht um Przasnysz abwehrte. Erst im Sommer 1915 gelang der Armeegruppe Gallwitz der Durchbruch bei Przasnysz im Rahmen der Narew-Offensive. Wie die restlichen Truppen in Russisch-Polen war die Armee zu einem weiten Rückzug gezwungen (Großer Rückzug). Im September 1915 wurden die Truppen der Armee zwischen der 4. und 10. Armee aufgeteilt und eine neue 1. Armee im Raum des Naratschsees aufgestellt. Diese war Anfang 1916 an Nebenoperationen der Schlacht am Naratsch-See beteiligt. Sie war anschließend im Raum Dwinsk disloziert.
Nach der Februarrevolution 1917 wurde Litwinow im April 1917 aus der Armee entlassen mit der Erlaubnis, seine Uniform weiterhin zu tragen und eine Pension zu beziehen. Er trat 1918 in die Rote Armee ein.